# Белоногов, Анатолий Николаевич
Анатолий Николаевич Белоногов (24 февраля 1939, Зейский район, Хабаровский край — 7 сентября 2019, Благовещенск) — советский и российский партийный и государственный деятель. Губернатор Амурской области с 1997 по 2001 год, депутат Законодательного собрания Амурской области.

## Биография
Родился 24 февраля 1939 года в селе Усть-Умлекан Зейского района Амурской области.

### Образование и трудовая деятельность
Окончил Благовещенский сельскохозяйственный институт в 1962 году, ВПШ при ЦК КПСС в 1974 году.
Трудовую деятельность начинал в 1956 году мотористом в пароходстве, работал на железной дороге. С 1962 по 1970 год — старший, главный зоотехник, директор совхоза.

### Политическая деятельность
С 1970 по 1975 год — секретарь, второй секретарь Октябрьского райкома КПСС Амурской области. С 1975 по 1985 год — заместитель заведующего, заведующий отделом сельского хозяйства и пищевой промышленности, секретарь Амурского обкома КПСС. С 1985 по 1990 год — первый заместитель председателя Исполкома Амурского областного Совета — председатель Амурского областного агропромышленного комитета, затем председатель Исполкома.
Избирался народным депутатом РФ, был членом Комитета Верховного Совета РФ по вопросам межреспубликанских отношений, региональной политике и сотрудничеству, входил во фракции «Коммунисты России», «Отчизна», в парламентскую коалицию «Российское единство».
В 1990 году был избран депутатом, затем председателем Амурского областного Совета, распущенного после разгона советов в 1993 году. В октябре 1994 года был избран депутатом, затем председателем Амурского областного Собрания.
В сентябре 1996 года победил на выборах главы Администрации Амурской области, но Амурский областной суд признал итоги выборов недействительными. Новые выборы были проведёны в марте 1997 года, где Белоногов вновь одержал победу над действующим губернатором Юрием Ляшко. По должности входил в Совет Федерации, был членом Комитета по делам СНГ.
25 марта 2001 года на очередных выборах губернатора Амурской области в первом туре занял первое место, набрав 44,1 % голосов избирателей, и вышел во второй тур вместе с депутатом Государственной Думы РФ Леонидом Коротковым (21,1 %). Во втором туре выборов 8 апреля получил 42,9 % голосов и уступил победу Короткову (49,4 %).
С 2001 года пенсионер.
До 2003 года был членом КПРФ.
Являлся депутатом Законодательного собрания Амурской области по списку КПРФ. Именно Белоногов открывал его первое заседание последних двух созывов, как самый возрастной депутат Законодательного собрания.
Скончался 7 сентября 2019 года.

## Награды
- Орден «За заслуги перед Отечеством» IV степени (25 апреля 2000) — за большой вклад в социально-экономическое развитие региона и многолетний добросовестный труд[4]
- Орден «Знак Почёта»
- Медаль «За трудовую доблесть»
- Медаль «Ветеран труда»
- Медаль «В ознаменование 100-летия со дня рождения Владимира Ильича Ленина»
- Медаль «За строительство БАМа»

## Семья и увлечения
Женат (жена скончалась в 2025 году), две дочери. Увлечения: рыбалка, охота.